# Cyclophora myrtaria
Cyclophora myrtaria là một loài bướm đêm trong họ Geometridae.